# سونه آلمکویست
سونه آلمکویست (سوئدی: Sune Almkvist؛ ۴ فوریه ۱۸۸۶ – ۸ اوت ۱۹۷۵) بازیکن فوتبال اهل سوئد بود.